# Мауваке
Язык мауваке (маваке), или улинган — это папуасский язык, на котором говорят жители нескольких деревень на северном побережье провинции Маданг, расположенной на северо-востоке Папуа — Новой Гвинеи.
Самоназвание языка — мауваке — переводится как «что?», и названия подобные этому не уникальны для этого региона: аналогичным образом называют свои языки носители родственных мауваке каукомбаранских языков.

## Генеалогическая информация
Язык мауваке принято относить к папуасским языкам, то есть к языкам Папуа — Новой Гвинеи, не входящим в австронезийскую семью. В папуасские языки включают несколько неродственных между собой языковых семей, крупнейшей из которых является трансновогвинейская, в которую и входит язык мауваке.
Согласно современной классификации, предложенной Эндрю Паулем и Малькольмом Россом, мауваке относится к группе мадангских языков, круасильской подгруппе, внутри которой он входит в объединение языков Северного Адельберта, далее — в группу кумил-тиборских языков и, наконец, в группу кумильских языков вместе с языками моэре и бепоур.

## Ареальная информация
На языке мауваке говорят на северном побережье провинции Маданг, примерно в 120 километрах к северо-западу от города Маданг. Площадь ареала его распространения составляет около 100 квадратных километров, и на этой территории находятся 15 деревень, где мауваке является основным языком. Семь из них расположены вдоль или вблизи побережья, на участке в 15 км между реками Кумил и Немуру и до 12 км вглубь страны от побережья.

Двумя главными центрами в этом регионе являются Улинган, где находятся поселение римско-католической миссии и общественная школа, и Малала, где расположены ещё две школы, медицинский центр, продовольственный магазин и рынок.

Трансновогвинейская языковая семья
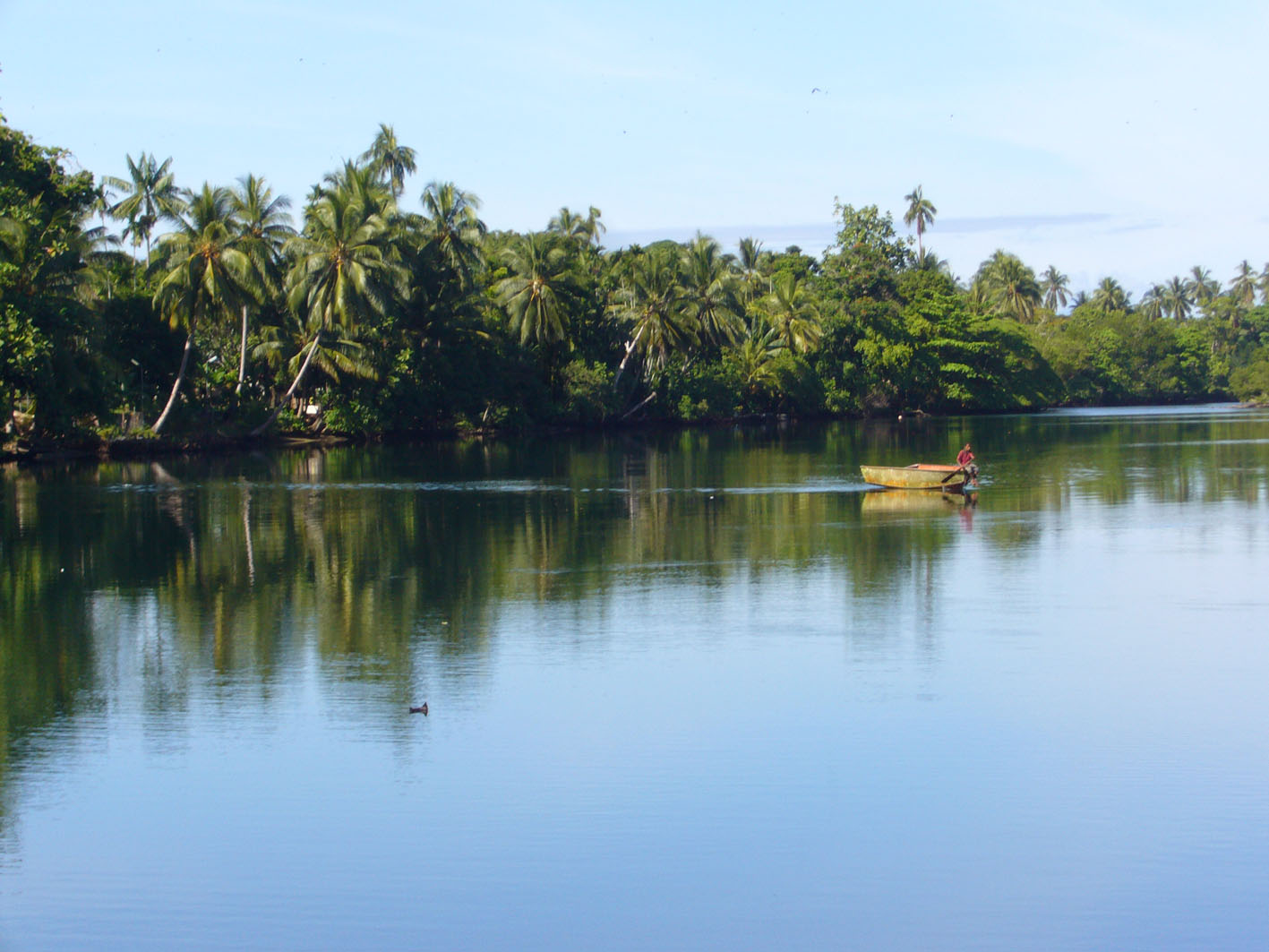
Лагуна вблизи города Маданг

## Социолингвистическая информация
Раньше мауваке был крупным языком своего региона и использовался в качестве одного из языков торговли. Известно также, что до Второй мировой войны жившие на этой территории люди, включая самих носителей мауваке, намного лучше, чем сейчас, знали языки своих соседей. При этом вполне могло быть и так, что мауваке считался наиболее престижным среди остальных языков, о чём сообщают его носители, но что не находит подтверждения у носителей соседних языков. Однако постепенно, особенно во время и после Второй мировой войны, усиливались контакты местного населения с внешним миром, что создавало предпосылки для использования единого языка на этой территории. Поэтому сейчас мауваке, как и его соседи, быстро уступает свои позиции ток-писину — креольскому языку, широко распространившемуся в Папуа — Новой Гвинеи, получившему официальный статус и всё активнее использующемуся как lingua franca носителями малых папуасских языков. Эта тенденция настолько сильна, что теперь мауваке считается языком, находящимся под угрозой исчезновения: язык имеет уровень 6b («Находящийся под угрозой») по шкале EGIDS, или статус «Уязвимый» по шкале UNESCO. Он всё ещё используется для живого общения, но стремительно теряет носителей, так как дети начинают осваивать в качестве первого языка ток-писин.

По данным 2003 года на языке мауваке говорят порядка 2390 человек, при этническом населении около 4000, что отражает процесс перехода населения на другой язык.

## Типологические характеристики
По своим типологическим характеристикам язык мауваке обнаруживает сходство не только со многими языками своей языковой семьи — трансновогвинейской, но и со многими папуасскими языками в целом.

### Тип (степень свободы) выражения грамматических значений
Язык мауваке — синтетический язык, то есть грамматические значения в нём преимущественно выражаются при помощи морфем, присоединяемых к исходному слову.
```
(1)	
Uruf-a-m.

    see-PA-1s

    ‘Я увидел это.’
```

```
(2)	
Kokom-ar-eya in-e-mik.

    dark-APPL-2/3s.DS sleep-PA-1/3p

    ‘Стало темно, и они спали.’
```

### Характер границы между морфемами
Мауваке является агглютинативным языком: аффиксация в нём в основном очень прозрачна, и границы между морфемами хорошо различимы.
```
(3)	
Yo mauw-owa nia asip-i-
yem
.
 
    1s.UNM work-NMZ 2p.ACC help-NP-
PR.1s
 

    ‘Я помогаю вам с работой.’
```

```
(4)	
Yo koka=pa ik-e-
m
.

    1s.UNM jungle=LOC be-PA-
1s
  

    ‘Я был в джунглях.’
```

```
(5)	
Owowa or-
op
, wuailal-
ep
 akia ik-e-
k
.

    village go-
SS.SEQ
 be.hungry-
SS.SEQ
 banana roast-PA-
3s

    ‘Он пошёл в джунгли, проголодался и пожарил бананы.’
```

Однако для некоторых глагольных форм характерна кумуляция грамматических значений — выражение нескольких граммем различных грамматических категорий одним нечленимым показателем (например, аффикс -yem кумулятивно выражает значения настоящего времени, первого лица и единственного числа). Примеры кумуляции в предложениях (3)-(5) выделены жирным шрифтом.

### Локус маркирования

#### В посессивной именной группе
Существительные и прилагательные в языке мауваке практически не присоединяют к себе аффиксов. Поэтому в большинстве случаев маркирование в посессивной группе нулевое.
```
(6)	
takira niir-owa

    
youth play-NMZ

    ‘игра молодёжи’
```

```
(7)	
Auwa afura
 wiar akim-ap=ko uruf-e.

    
1s/p.father* lime
 3.DAT try-SS.SEQ=NF see-IMP.2s

    ‘Попробуй лайм отца и посмотри.’
```

*это слово будет прокомментировано ниже 

Также посессор может выражаться местоимением, причём как местоимением в родительном падеже (элемент зависимостного маркирования), так и немаркированным местоимением (что соответствует общему нулевому маркированию).
```
(8)	
ona koora

    
3s.GEN house

    ‘его дом’
```

```
(9)	
Oo, 
no emeria
 iiriw sesek-a-mik.

    Oh 
2s.UNM woman
 already send-PA-1/3p

    ‘О, мы уже отправили (прогнали) твою жену.’
```

Исключением как для отсутствия аффиксации у существительных в целом, так и для нулевого маркирования в посессивной именной группе в частности, является маркирование в посессивной именной группе, где обладаемым выступает термин родства. В такой группе будет вершинное маркирование.

##### В посессивной именной группе с терминами родства
В языке мауваке принадлежность делится на отчуждаемую и неотчуждаемую, и разделительная линия проходит вдоль терминов родства. Таким образом, если в посессивной именной группе на месте обладаемого слово, называющее родственника, то в большинстве случаев обязательно указание с помощью специального префикса на то, кто является его посессором. Маркирование при этом вершинное.
```
(10)   
Kuuten wiawi
 iperowa, 
yo auwa
 kapa=ke.

       
Kuuten 3s/p.father
 firstborn 
1s.UNM 1s/p.father
 lastborn=CF  

        ‘Отец Куутена был первенцем, мой отец был рождён последним.’
```

```
(11)	
Sawur emeria 
ona onak wiawi

        spirit woman 
3s.GEN 3s/p.mother 3s/p.father

        ‘родители женщины-духа’
```

Посессоры различаются по первому, второму и третьему лицам, но не различаются по единственному и множественному числам (при глоссировании это передаётся как: s/p). При этом информацию о числе посессора могут давать факультативно употребляющиеся немаркированные местоимения или местоимения в родительном падеже, согласующиеся с посессором по лицу.

Когда необходимо употребить нейтральный термин родства, не выражая принадлежность, используется форма первого лица, вопреки тенденции среди языков мира в этом случае использовать форму третьего лица как нейтральную. Так, в предложении (8) нейтральное «отца» передаётся как «моего отца».

#### В предикации
Так же, как и в посессивной именной группе, где обладаемым выступает термин родства, в предикации маркирование вершинное. Здесь также проявляется характерная черта языка мауваке, а именно практически полное отсутствие аффиксации на существительных. Таким образом, все синтаксические отношения между сказуемым и подлежащим выражаются на глаголе-сказуемом.
```
(12)	
Nomokowa war-ep miiwa=pa ik-ow-a-
mik
.

        tree cut-ss.seq ground=loc be-CAUS-PA-
1/3p

        ‘
Мы
 срубили деревья и положили их на землю.’
```

```
(13)	
Nan teeria manek-ar-e-
k
, owowa pun manek-ar-e-
k
.

        there family big-INCH-PA-
3s
 village also big-INCH-PA-
3s

       ‘Там выросла семья, и деревня тоже выросла.’
```

```
(14)	
Mua unowa, emeria papako um-e-
mik
.

        man many woman some die-PA-
1/3p

        ‘Многие мужчины и некоторые женщины погибли.’
```

### Тип ролевой кодировки
Язык мауваке демонстрирует номинативно-аккузативный тип ролевой кодировки.
Агентивная клауза с одноместным глаголом
```
(15)	
Yeesus
 kiiriw iikir-a-
k
.

        
Jesus
 again rise-PA-
3s

        ‘
Иисус
 снова воскрес (букв.: поднялся).’
```

```
(16)	
Owowa=pa fan ik-emkun 
aasa
 maneka ekap-o-
k
.

        village=loc here be-1s/p.ds 
canoe
 big come-PA-
3s

        ‘Когда я был здесь в деревне, пришёл большой 
корабль
.’
```

Пациентивная клауза с одноместным глаголом
```
(17)	
Eka
 me saanar-owa ik-
ua
.

        
water
 not dry-NMZ be-PA.
3s

        ‘
Вода
 не высохла.’
```

```
(18)	
Yo
 wuailal-i-
yem
.

        
1s.UNM
 be.hungry-NP-PR.
1s

        ‘Я голодный.’
```

Клауза с двухместным глаголом
```
(19)	
Komori
 emeria wu-a-
k
.

        
Komori
 woman put-PA-
3s

        ‘
Комори
 похоронил свою жену.’
```

```
(20)	
Mera eka enim-i-
mik
.

        fish water eat-NP-PR.
1/3p

        ‘
Мы
 едим рыбный суп.’
```

Агенс двухместного глагола выражается так же, как агенс и пациенс одноместного глагола, и отлично от пациенса двухместного глагола. Несмотря на то, что в языке мауваке не выражаются падежи, тип ролевой кодировки прослеживается в порядке слов и маркировке на глаголе. Таким образом, пациенс двухместного глагола стоит после агенса двухместного глагола, если он выражен материально, но, что более важно, он не маркируется на глаголе, в отличие от подлежащего, которому всегда соответствует определённый аффикс.

### Базовый порядок слов
В языке мауваке главной чертой порядка слов в клаузальных составляющих является конечная позиция у сказуемого. В нейтральных предложениях, где есть и подлежащее, и дополнение, порядок SOV.
```
(21)	
[Ona emeria nain=ke]
S
 [maa]
O
 [wafur-a-k]
V
.

        3s.GEN woman that1=CF thing throw-PA-3s

        ‘Его жена бросала вещи.’
```

Но он может меняться на OSV, когда дополнение выдвигается вперёд как тема.
```
(22)	
[Wiipa nain]
O
 [eka=ke]
S
 [mu-o-k]
V
.

        daughter that1 water=CF swallow-PA-3s

        ‘Дочь была поглощена водой.’
```

Также очень часто глагол является единственным элементом в предложении в силу особенностей форм местимений в языке мауваке (так, в нём нет местоимения третьего лица единственного числа в винительном падеже — ему в структуре предложения соответствует отсутствие материально выраженного слова) .
```
(23)	
Uruf-a-m.

        see-PA-1s

        ‘Я увидел это.’
```

В сложных предложениях придаточное обычно предшествует главному. Таким образом, причина/повод предшествует результату/следствию, в условных предложениях протасис предшествует аподосису, а в предложениях с намерением/целью намерение предшествует ожидаемому результату. Меняться такой порядок может, но только приобретая очень сильную экспрессивную окраску.
```
(24)	
[Yena aamun aakisa uruf-ek-a-m=na] kemel-ek-a-m.

        1s.GEN 1s/p.younger.sibling now see-CNTF-PA-1s=TP be.happy-CNTF-PA-1s

        ‘Если бы я увидел своего младшего брата сейчас, я был бы счастлив.’
```

## Языковые особенности

### Маркирование срединных глаголов
Различие между срединными и конечными глаголами распространено среди папуасских языков. Особенно характерны срединные глаголы для трансновогвинейских языков, в некоторых из которых их системы особенно сложны.
В мауваке же система срединных глаголов относительно проста. Суффиксы указывают, меняется ли по сравнению с субъектом срединного глагола субъект глагола, следующего за ним. Если субъект у следующего глагола тот же (усл.: срединные глаголы I типа), то в соответствующем суффиксе срединного глагола будет так же отражено одновременно (предложение 25) или последовательно (предложение 26) происходят действия. Если субъект у следующего глагола отличен (усл.: срединные глаголы II типа), то соответствующий суффикс срединного глагола будет всегда обозначать, что действия происходят последовательно (предложение 27). Для указания на одновременность таких действий необходимо дополнительно использовать форму глагольного вида, обозначающего непрерывность или статичность действия. 

Как правило, срединные глаголы имеют гораздо меньше словоизменительных возможностей, чем личные глаголы. Это относится и к мауваке: суффиксы, обозначающие наклонение, время, лицо и число не могут присоединяться к срединному глаголу. На словообразовательные суффиксы это ограничение не распространяется. 

Отметим, что у срединных глаголов II типа могут ограничено выражаться лицо и число: различаются форма для 1 лица единственного и множественного числа, форма для 2 и 3 лица единственного числа и форма для 2 и 3 лица множественного числа.
```
(25)	
Soomar-
em
-ik-ok ifara oko uruf-a-k.

        walk-
SS.SIM
-be-SS vine other see-PA-3s

        ‘Он шёл и увидел ещё одну лозу.’
```

```
(26)	
Imen-ap maak-
iwkin
 o miim-o-k.

        find-SS.SEQ tell-
2/3p.DS
 3s.UNM precede-PA-3s

        ‘Они нашли его и рассказали ему, и он пошёл вперёд них.’
```

```
(27)	
Mik-
amkun
 me um-o-k.

        spear-
1s/p.DS
 not die-PA-3s

        ‘Когда я пощадил его, он не умер.’
```

```
(28)	
… waaya nain uup-om-
ap
 samapora=pa
 
        pig that1 cook-BEN-BNFY2.
SS.SEQ
 floor=LOC 

        
wu-
ap
 maak-e-mik…

        put-
SS.SEQ
 tell-PA-1/3p

        ‘… они приготовили для него свинью, положили её на пол и сказали ему, …’
```

### Послелоги и клитики
Поскольку мауваке — это язык типа SOV, вполне естественно, что вместо предлогов в нём послелоги. Но их число невелико: помимо комитативных послелогов (выражающих совместимость: «с …», «вместе с…»; предложение 29), есть только два других: один, указывающий причину (предложение 30), и один, служащий для сравнения (предложение 31).

Также в языке мауваке довольно широко представлены разнообразные клитики. Именные клитики связываются с именными группами и присоединяются фонологически к последнему элементу этой группы. Они либо имеют падежное значение (предложения 32 и 33), либо обозначают прагматическую функцию ИГ (предложение 34). Единственная клитика, связанная со всем предложением, это клитика -i, служащая для образования вопросительных предложений (предложение 35). Ко всему высказыванию относится также модальная клитика -yon, означающая возможность, вероятность или просто сниженную степень уверенности говорящего в сообщаемом им (предложение 36).
```
(29)	
Iikir-ami onak 
owawik
 soomar-e-mik.

        get.up-SS.SIM 3s/p.mother 
with
 walk-PA-1/3p

        ‘Он поднялся и пошёл со своей матерью.’
```

```
(30)	
Iiriw miiwa 
muuta
 nain irak-owa marew,
 
        earlier land 
for
 that1 fight-NMZ no(ne) 

        
oram momor mauw-am-ik-e-mik.

        just indiscriminately work.SS.SIM-be-PA-1/3p

        ‘Раньше не было никакой борьбы за землю, они просто работали без разбора (т.е. на любой земле).’
```

```
(31)	
Mua eliwa 
saarik
 aakun-e-k.

        man good 
like
 speak-PA-3s

        ‘Он говорил как хороший мужчина.’
```

```
(32)	
Miiw aasa=
pa
 ikiw-e-mik.

        land canoe=
LOC
 go-PA-1/3p

        ‘Мы поехали на машине (досл.: в машине).’
```

```
(33)	
Nomokowa galua-galua nain=
iw
 biiris on-am-ik-e-mik.

        tree soft-soft that1=
INST
 bridge make-SS.SIM-be-PA-1/3p

        ‘Они продолжали строить мосты из мягкой древесины.’
```

```
(34)	
Yo me nia maak-i-nen, nien=
iw
 ma-eka.

        1s.UNM not 2p.ACC tell-NP-FU.1s 2p.GEN=
LIM
 say-IMP.2p

        ‘Я не скажу тебе, обсудите это самостоятельно (досл.: только среди вас).
```

```
(35)	
Sira nain piipua-i-nan=
i
?

        habit that1 leave-NP-FU.2s=
QM

        ‘Ты бросишь эту привычку?’
```

```
(36)	
Mua Maneka=ke lawisiw wia amukar-e-k=
yon
.

        man big=CF somewhat 3p.ACC scold-PA-3s=
perhaps

        ‘Возможно, Бог упрекнул/наказал их немного.’
```

#### Обозначения для темы и фокуса
С помощью клитик в мауваке могут также обозначаться тема (или топик) и фокус высказывания. Такие клитики указывают на дискурсивную функцию именных групп, к которым они присоединены.
Наиболее распространённая клитика для обозначения темы -(e)na используется для выделения изменённой темы, на которую обращается внимание. Тема могла быть введена в непосредственно предшествующей клаузе. При переводе на русский язык тема часто выражается как: «что касается…».
```
(37)	
Nena mua=
na
 uurema osarena ikiw-o-k.

        2s.GEN man=
TP
 bandicoot path go-PA-3s

        ‘Что касается твоего мужа, он отправился ловить бандикутов.’
```

Для обозначения фокуса в мауваке используются две клитики: для обозначения контрастного фокуса -(e)ke и для обозначения нейтрального фокуса -ko. Когда дополнение выдвигается вперёд как тема, подлежащее обычно оформляется клитикой контрастного фокуса, чтобы отличить его от дополнения.
```
(38)	
Amirika=
ke
 eliw ika-i-yem, uura=
ke
 napum-ar-i-yem.

        noon=
CF
 well be-NP-PR.1s night=
CF
 sickness-INCH-NP-PR.1s

        ‘Днём я здоров, (а) ночью я болен.’
```

```
(39)	
Mukuna=
ko
 op-a-man=i?

        fire=
NF
 holp-PA-2p=QM

        ‘Вы огонь-то держали?’
```

### Указательное местоимение nain
Указательное местоимение nain «тот» обозначает данную/установленную информацию и часто выполняет функцию, аналогичную определённому артиклю. В мауваке оно выполняет важную прагматическую функцию, отмечая преемственность темы. Если подлежащее выражено словом, обозначающим нечто, уже упоминавшееся и при этом одушевлённое (в данном случае — обозначающее человека), то оно обычно просто выражается соответствующем аффиксом на глаголе (предложение 40). Но если это слово не обозначает человека, то для выражения подлежащего используется соответствующая именная группа, модифицированная местоимением nain (предложение 41).

Другой функцией указательного местоимения nain является оформление клауз с личным глаголом, выступающих в роли определительного, изъяснительного (предложение 42) или временного придаточного.
```
(40)	
… wiena opaimik=iw yia maak-em-ik-e-
mik
.

        3p.GEN mouth=INST 1p.ACC tell-SS.SIM-be-PA-
1/3p

        ‘
Они
 говорили с нами на своём языке.’
```

```
(41)	
Owowa 
nain
 lawiliw manek(a) akena.

        village 
that1
 rather big very

        ‘(
Та
) деревня довольно большая.’
```

```
(42)	
[Mukuna kerer-e-k 
nain
]
CC
 i me paayar-e-mik.

        Fire start-PA-3s 
that1
 1p.UNM not understand-PA-1/3p

        ‘Мы не знали, что начался пожар.’
```

## Список сокращений
ACC — винительный падеж

APPL — аппликатив

BEN — бенефактив

BNFY1 — бенефициар (1/2 лицо единственного числа)

BNFY2 — бенефициар (не 1/2 лицо единственного числа)

CAUS — каузатив

CC — комплементирующая клауза

CF — контрастный фокус

CNTF — противоречие фактам, ирреальность 

DAT — дательный падеж 

DS — другой субъект (субъект срединного глагола отличается от
субъекта последующего глагола)
FU — будущее время

GEN — родительный падеж

IMP — повелительное наклонение

INCH — инхоатив

INST — творительный падеж

LIM — ограничительность

LOC — локатив (местный падеж)

NF — нейтральный фокус

NMZ — субстантиватор

NP — непрошедшее время 

O — дополнение

p, pl — множественное число

PA — прошедшее время

PR — настоящее время

QM — вопросительный показатель

s — единственное число

S — подлежащее

SEQ — последовательные действия

SIM — одновременные действия

SS — одинаковый субъект (субъект срединного глагола совпадает с субъектом последующего глагола)

TP — topic 

UNM — базисное, немаркированное (о местоимении)

V — сказуемое

1 — первое лицо

2 — второе лицо

3 — третье лицо
Другие обозначения:

/ / — фонематическая транскрипция

[ ] — фонетическая транскрипция

() — вариант; факультативное употребление

- — морфемная граница

= — граница клитики

## Список литературы
- Berghäll, Liisa. 2015. A grammar of Mauwake (Studies in Diversity Linguistics 4). Berlin: Language Science Press
- Foley, William A. 1986. The Papuan languages of New Guinea. Cambridge: Cambridge University Press
- Wurm, Stephen A. 1982. Papuan languages of Oceania. Tübingen: Gunter Narr Verlag
- Roberts, John R. 1997. Switch-reference in Papua New Guinea: A preliminary survey. In Andrew Pawley (ed.), Papers in Papuan linguistics No. 3 (Pacific Linguistics A-87), 101—241
- Pawley, Andrew. 1995. C. L. Voorhoeve and the trans New Guinea phylum hypothesis. In Connie Baak, Mary Bakker & Dick van der Meij (eds.), Tales from a concave world: Liber amicorum Bert Voorhoeve, 83-122. Leiden: Projects Division, Department of Languages, Culture of Asia & Oceania, Leiden University
- Ross, Malcolm. 1996. A preliminary subgrouping of the Madang languages based on pronouns. Unpublished ms. Research School of Pacific and Asian studies, Australian National University <be>

### Интернет-ресурсы
- https://en.wikipedia.org/wiki/Mauwake_language
- https://glottolog.org/resource/languoid/id/mauw1238
- https://www.ethnologue.com/language/mhl